# Juminda (Schiff)
Die Juminda war ein Minenschiff der deutschen Kriegsmarine, das frühere italienische Kombischiff Elbano Gasperi aus dem Jahr 1928. Im Zweiten Weltkrieg diente das Schiff als Hilfsminenleger, zunächst ab 1940 unter der Kennung F 8 in der Regia Marina, ab 1943 als Juminda in der Kriegsmarine. Im Oktober 1943 wurde das Schiff von Schnellbooten versenkt.

## Bau und technische Daten
Die Elbano Gasperi wurde 1928 als Kombischiff auf der Werft Cantieri Navali Odero in Genua unter der Baunummer 249 hergestellt. Der Stapellauf erfolgte am 24. April 1928. Namensgeber des Schiffes war ein italienischer Soldat, der im Ersten italienischen Unabhängigkeitskrieg 1848 an der Schlacht von Curtatone teilnahm und aufgrund seines Einsatzes als Held verehrt wird.
Das Schiff war 59,22 Meter lang und 8,61 Meter breit. Über den Tiefgang liegen keine Angaben vor. Es war mit 742 BRT vermessen, die Tragfähigkeit betrug 850 Tonnen. Der Antrieb bestand aus einer Dreizylinder-Dreifach-Expansionsmaschine. Damit erreichte das Schiff eine Geschwindigkeit von 8 Knoten und eine Reichweite von 700 Seemeilen bei 117 Tonnen Kohle. Die Besatzung bestand aus 22 Offizieren und Mannschaften.

## KombischiffElbano Gasperi
Eigner des Schiffes war die Navigazione Toscana – Società Anonima di Navigazione in Livorno, die mit ihren Schiffen vornehmlich in der Küstenschifffahrt und dem Fährverkehr tätig war und von 1913 bis 1975 bestand. Die Elbano Gasperi verkehrte von der Indienststellung bis zur Beschlagnahme durch die italienische Marine zwischen dem italienischen Festland und Elba sowie den anderen Inseln im Tyrrhenischen Meer. Dabei beförderte sie sowohl Passagiere als auch Fracht.

## HilfsminenlegerF 8der Regia Marina
Kurz vor dem italienischen Kriegseintritt am 10. Juni 1940 übernahm die Regia Marina das Schiff am 12. Mai 1940 und rüstete es zum Hilfsminenleger mit einer Ladekapazität von 60 bis 80 Minen um. Die Bewaffnung bestand aus zwei 76/40-mm-Geschützen. Es wurde dem Marineabschnittskommando in La Spezia zugeordnet und erhielt unter Beibehaltung des Namens zusätzlich die Kennung F 8.
Vom 9. bis zum 15. Juni 1940 wurde die Gasperi zusammen mit dem Minenlegern Fasana und Crotone sowie dem Hilfsminenleger Giuseppe Orlando zur Verlegung von Defensiv-Minenfeldern rund um Elba eingesetzt. Dabei traf die Gasperi, die vom Torpedoboot Calatafimi begleitet wurde, in der Nacht vom 13. auf den 14. Juni auf einen französischen Flottenverband. Die schweren Kreuzer Algérie, Colbert, Dupleix und Foch sowie elf Zerstörer befanden sich auf dem Weg an die italienische Küste, um Öltanks und Stahlwerke bei Genua und Savona zu beschießen. Die Gasperi entkam an die Küste, während die Calatafimi den französischen Verband allein angriff.
Bereits am 25. Juni 1940 gab die Regia Marina das Schiff an den Eigner zurück, zog es dann aber am 5. Oktober erneut ein und setzte es als Hilfs-Kriegsschiff erneut mit der Bezeichnung F 8 ein. Wenn die Gasperi keine Minen-Operationen durchführte, diente sie für Sicherungs- und Wachaufgaben sowie Transporte vor allem rund um Elba. Darauf deutet auch die genannte Kennung F 8, die für Hilfsschiffe mit Wachaufgaben vergeben wurden. Zeitweise war sie auch für den Flottenverband zur Invasion Maltas vorgesehen.
Die letzte Erwähnung in der Regia Marina findet sich im Sommer 1943, als die Gasperi am Legen von Minensperren beteiligt war. Zusammen mit dem Minenleger Buffoluto legte sie zwei Sperren mit 280 Minen vor Ajaccio an der korsischen Küste.

## MinenschiffJumindader Kriegsmarine
Am 9. September 1943 wurde die Gasperi von der deutschen Kriegsmarine in La Spezia beschlagnahmt und am 27. September als Minenschiff in Dienst gestellt. Ihren Namen Juminda erhielt sie auf Veranlassung des ersten Kommandanten, Korvettenkapitän Karl-Friedrich Brill, am 30. September. Dieser war 1941 am Legen der Juminda-Minensperre vor der estnischen Halbinsel Juminda beteiligt, die dazu beitrug, die sowjetische Flotte von der Ostsee fernzuhalten. Das Schiff wurde der Minenschiffgruppe Westitalien zugeteilt; diese gehörte innerhalb der 7. Sicherungs-Division zur 3. Geleitflottille, die Geleitaufgaben im Tyrrhenischen Meer durchführte.
Die Ladekapazität betrug weiterhin 60 bis 80 Minen – je nach Minentyp. Die Bewaffnung bestand aus den beiden italienischen 76-mm-Geschützen, vorläufig ergänzt durch vier Flak-MG vom Kaliber 13,2 mm. Vorgesehen, aber aufgrund des frühzeitigen Einsatzes nicht installiert, war eine Bewaffnung mit einer 37-mm-Zwillingsflak, einer 20-mm-Vierlingsflak und vier 20-mm-Oerlikon-Flak. Die Besatzungsstärke betrug nun 79 Offiziere und Mannschaften.
In den wenigen Wochen als Minenschiff unternahm die Juminda fünf Operationen, um Defensiv-Sperren zu legen: vom 4. bis zum 5. Oktober bei Bastia und Elba, vom 8. bis zum 10. Oktober deren Verstärkung, vom 11. bis zum 13. Oktober zusammen mit der Kehrwieder zum Schutz der Tiber-Mündung, vom 16. bis zum 18. Oktober bei Terracina und ab 21. Oktober die Verlängerung der Sperre vor der Tiber-Mündung. Bei diesem Unternehmen wurde die Juminda in der Nacht vom 22. auf den 23. Oktober von den amerikanischen Schnellbooten PT 206, PT 212 und PT 216 des 15. Motortorpedoboot-Geschwaders zwei Seemeilen westlich von Porto Santo Stefano versenkt. Ursprünglich war von einem U-Bootangriff ausgegangen worden, was später durch die Seekriegsleitung korrigiert wurde. Nur 16 Besatzungsmitglieder konnten gerettet werden. Der Kommandant Brill starb beim Untergang.